# Скотт Карсон
Скотт Карсон (англ. Scott Carson, нар. 3 вересня 1985, Вайтгевен) — англійський футболіст, воротар.

## Клубна кар'єра
Народився 3 вересня 1985 року в місті Вайтгевен. Вихованець юнацьких команд футбольних клубів «Клітор Мур Селтік», «Вокінгтон» та «Лідс Юнайтед».
У дорослому футболі дебютував 2003 року виступами за «Лідс Юнайтед», в якому провів півтора сезони, взявши участь лише у 3 матчах чемпіонату.
Своєю грою привернув увагу представників тренерського «Ліверпуля», до складу якого приєднався 2005 року. Проте виграти конкуреннцію в воротах у Єжи Дудека Скотт не зумів, тому з 2006 по 2008 рік грав на правах оренди за «Шеффілд Венсдей», «Чарльтон Атлетик» та «Астон Віллу».

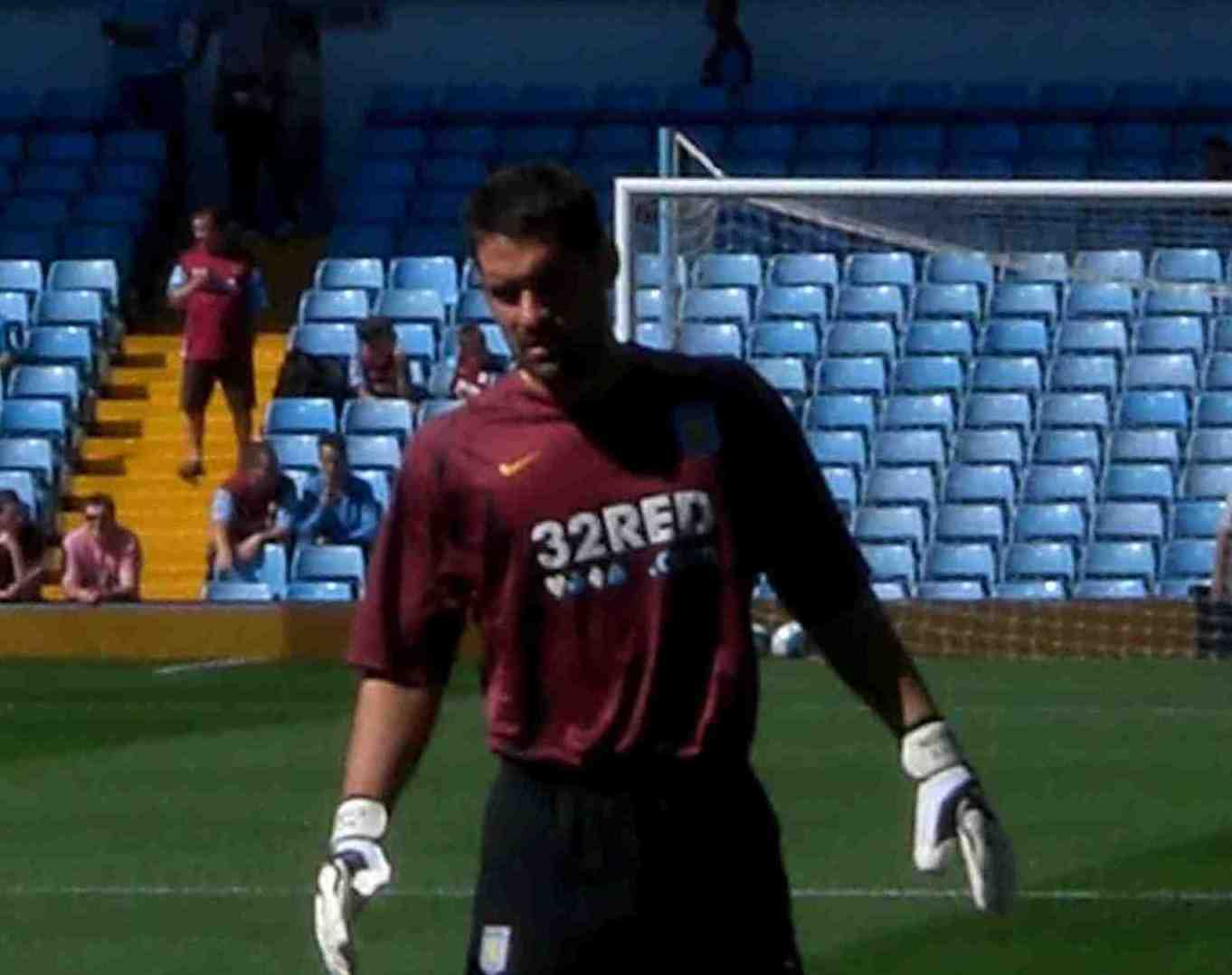
Скотт Карсон під час виступів за «Астон Віллу». 25 серпня 2007 року

Карсон повернувся в «Ліверпуль» наприкінці сезону в 2007/08, але вже в липні 2008 року став гравцем «Вест Бромвіча», підписавши чотирирічний контракт. Сума відступних склала 3,25 млн фунтів з опцією продовження контракту ще на один рік. Граючи у складі «Вест-Бромвіч Альбіона» був основним воротарем команди.
Влітку 2011 року перейшов з «Вест Бромвіча», за який провів 110 матчів, в турецький «Бурсаспор». Відігравши там два сезони воротар влітку 2013 року повернувся до Англії — цього разу в «Віган».
З 2015 по 2021 виступав за «Дербі Каунті» в Чемпіоншипі. У сезоні 2019/20 перейшов на правах оренди до прем'єр-лігового «Манчестер Сіті», де став третім воротарем.

## Виступи за збірні
Протягом 2004–2007 років залучався до складу молодіжної збірної Англії. На молодіжному рівні зіграв у 28 офіційних матчах.
2006 року захищав кольори другої збірної Англії. У складі цієї команди провів 2 матчі. Того ж року був включений до заявки національної збірної на чемпіонату світу у Німеччині, проте не зіграв жодної гри.
16 листопада 2007 року таки дебютував в офіційних матчах у складі національної збірної Англії в товариській грі проти збірної Австрії (1-0). Провів у формі головної команди країни 4 матчі.
| Дата       | Місто  | Господарі | Результат | Гості    | Турнір            | Голи | Примітки |
| ---------- | ------ | --------- | --------- | -------- | ----------------- | ---- | -------- |
| 16-11-2007 | Відень | Австрія   | 0 – 1     | Англія   | товариський матч  | -    |          |
| 21-11-2007 | Лондон | Англія    | 2 – 3     | Хорватія | Відбір до ЧЄ 2008 | -    |          |
| 20-11-2008 | Берлін | Німеччина | 1 – 2     | Англія   | товариський матч  | -    |          |
| 15-11-2011 | Лондон | Англія    | 1 – 0     | Швеція   | товариський матч  | -    |          |
| Усього     |        | Матчів    | 4         |          | Голів             | -4   |          |

## Титули і досягнення
- Переможець Ліги чемпіонів УЄФА (2):

«Ліверпуль»: 2004-05
«Манчестер Сіті»: 2022-23
- Володар Суперкубка УЄФА (1):

«Ліверпуль»: 2005
- Володар Кубка Ліги (2):

«Манчестер Сіті»: 2019-20, 2020-21
- Чемпіон Англії (4):

«Манчестер Сіті»: 2020-21, 2021-22, 2022-23, 2023-24
- Володар Кубка Англії (1):

«Манчестер Сіті»: 2022-23
- Володар Суперкубка УЄФА (1):

«Манчестер Сіті»: 2023
- Переможець Клубного чемпіонату світу (1):

«Манчестер Сіті»: 2023
- Володар Суперкубка Англії (1):

«Манчестер Сіті»: 2024